# Dypterygia pallida
Dypterygia pallida är en fjärilsart som beskrevs av Paul Dognin 1907. Dypterygia pallida ingår i släktet Dypterygia och familjen nattflyn. Inga underarter finns listade i Catalogue of Life.